# Kingston (Illinois)
Pour les articles homonymes, voir Kingston.
Kingston est un village du comté de DeKalb dans l'État de l'Illinois aux États-Unis.
La population de la localité s'élevait à 980 habitants lors du recensement de 2000.

## Source
- (en) Cet article est partiellement ou en totalité issu de l’article de Wikipédia en anglais intitulé « Kingston, Illinois » (voir la liste des auteurs).